# Schaltabstand
Der Begriff Schaltabstand kommt aus der Sensorik und bezeichnet den Abstand, der nötig ist, damit der zu erfassende Gegenstand den Sensor beeinflussen kann. Der Begriff ist in der Norm IEC 60947-5-2 definiert.
Berührungslose Sensoren können verschiedene Stoffe erkennen, ohne dass der Sensor selbst (physikalisch) berührt werden muss. Dennoch muss der zu erfassende Stoff oder Gegenstand sich in einem bestimmten Abstand und Winkel zu dem Sensor befinden, damit ein Messwert ausgegeben werden kann.
Je nach Sensortyp und zu messendem Werkstoff können Schaltabstände bis zu mehreren Metern erreicht werden.